# Óvári Kelemen
Óvári Kelemen (Pécs, 1844. november 21. – Kolozsvár, 1925. december 17.) jogtörténész, egyetemi tanár, az MTA levelező tagja. 

## Életpályája
Gimnáziumi tanulmányait Szabadkán kezdte, majd Temesváron folytatta és Pesten végezte. 1863–1867 között pesti egyetemen a jog- és államtudományi karán tanult, államtudományokból tett államvizsgát. 1869-ben a jog- és államtudományok doktorává avatták.
1867–1872 között bíróként dolgozott, 1871-ben a pesti egyetemen  jogtörténetből magántanári képesítést nyert. 1872–1916 között a kolozsvári tudományegyetemen az egyetemes európai és hazai jogtörténet nyilvános rendes  tanára. 1880–1881-ben és 1884–1885-ben jogi kari dékánja, 1891–1892-ben pedig az egyetem rektora volt. 1892-ben a Magyar Tudományos Akadémia levelező tagjává választotta.
Sírja a kolozsvári Házsongárdi temető II.a. parcellájában van, síremléke azonban már nem található meg.

## Munkássága
Életének fő műve a Kolosváry Sándorral  közösen írt statútum-gyűjtemény, szintén Kolosváryval együtt részt vett a Magyar Törvénytár: Corpus Juris Hungarici, valamint az erdélyi törvények (1540–1848) kétnyelvű köteteinek fordításában és magyarázatában.  
Cikkei a Jog- és Államtudományi Folyóiratban,  a Jogtudományi Közlönyben, az Erdélyi Hiradóban, a Magyar Igazságügyben, a Századokban és a kolozsvári egyetem Actáiban jelentek meg. 

## Könyvei
- A csődrendszer tekintettel a nevezetesebb külföldi csődtörvényekre s különösen a magyar csődeljárás részletes ismertetése. Irománypéldákkal ellátva elméleti s gyakorlati használatra. Pest, 1871
- A magyar törvényhatóságok jogszabályainak gyűjteménye, összegyűjtötték, felvilágosító, összehasonlító és utaló jegyzetekkel ellátták Kolosváry Sándor és Óvári Kelemen. Budapest, 1885-1902. I-IV. kötet.(Magyarországi jogtörténeti emlékek. Monumenta Hungariae juridico historica)
- Werbőczy István Hármas-Könyve. A m. tudom. akadémia által gondozott harmadik kiadás. Az eredetinek 1517-i első kiadása után fordították, jogi műszótárral és részletes tárgymutatóval ellátták. Budapest, 1894 (Kolozsváry Sándorral együtt Magyar Törvénytár. Millenniumi emlékkiadás 1000–1895)